# Italienische Badmintonmeisterschaft 2019
Die Italienische Badmintonmeisterschaft 2019 fand vom 10. bis zum 12. Mai 2019 in Mailand statt.

## Medaillengewinner
| Disziplin    | Gold                             | Silber                                 | Bronze                            |
| ------------ | -------------------------------- | -------------------------------------- | --------------------------------- |
| Herreneinzel | Rosario Maddaloni                | Fabio Caponio                          | Matteo Bellucci                   |
| Herreneinzel | Rosario Maddaloni                | Fabio Caponio                          | Tonni Zhou                        |
| Dameneinzel  | Yasmine Hamza                    | Katharina Fink                         | Lisa Sagmeister                   |
| Dameneinzel  | Yasmine Hamza                    | Katharina Fink                         | Judith Mair                       |
| Herrendoppel | Giovanni Greco Rosario Maddaloni | Fabio Caponio Giovanni Toti            | Lukas Osele Kevin Strobl          |
| Herrendoppel | Giovanni Greco Rosario Maddaloni | Fabio Caponio Giovanni Toti            | Simon Kollemann Rudi Sagmeister   |
| Damendoppel  | Judith Mair Lisa Sagmeister      | Katharina Fink Yasmine Hamza           | Silvia Garino Lisa Schack Iversen |
| Damendoppel  | Judith Mair Lisa Sagmeister      | Katharina Fink Yasmine Hamza           | Lucia Aceti Martina Moretti       |
| Mixed        | Kevin Strobl Silvia Garino       | Gianmarco Bailetti Lisa Schack Iversen | Matteo Massetti Judith Mair       |
| Mixed        | Kevin Strobl Silvia Garino       | Gianmarco Bailetti Lisa Schack Iversen | Fabio Caponio Martina Corsini     |